# Oxyelophila necomalis
Oxyelophila necomalis là một loài bướm đêm trong họ Crambidae.